# Angkana Rüland
Angkana Katharina Rüland (née en 1987 à Chiang Mai, en Thaïlande) est une mathématicienne et professeure d'université allemande. Elle est titulaire d'une chaire Hausdorff au Centre Hausdorff pour les mathématiques de l'Université rhénane Frédéric-Guillaume de Bonn. Ses domaines de recherche comprennent les équations aux dérivées partielles, le calcul des variations et les problèmes inverses.

## Biographie
Encore au lycée, Rüland a étudié les mathématiques à l'Université de Bonn dans le cadre d'un cursus pour élèves du secondaire. En 2007, elle obtient le baccalauréat en tant que meilleure diplômée de l'année en Rhénanie du Nord-Westphalie. Avec une bourse de la Studienstiftung des deutschen Volkes (Fondation académique nationale allemande) elle poursuit des études en mathématiques à l'Université de Bonn. Elle obtient son doctorat en 2014 avec une thèse intitulée On Some Rigidity Properties in PDEs sous la direction d' Herbert Koch, thèse pour laquelle elle a reçu le Hausdorff-Gedächtnispreis de la Faculté des mathématiques et des sciences naturelles de l'Université de Bonn.
Angkana Rüland est chercheuse postdoctorale à l'Université d'Oxford auprès de John M. Ball. De 2017 à 2020, elle dirige un groupe de recherche à l'Institut Max Planck de mathématiques et sciences naturelles. Elle prend un poste de professeur à l'Université de Heidelberg, puis à l'Université de Bonn en 2023.

## Récompenses et distinctions
En 2013, Rüland reçoit le prix Calderón, prix décerné tous les deux ans par la Inverse Problems International Association  à des scientifiques de moins de 40 ans pour leurs contributions exceptionnelles dans le domaine des problèmes inverses. Elle est l'une des récipiendaires du New Horizons in Mathematics Prize 2024 pour ses contributions à l'analyse appliquée, notamment à l'analyse des microstructures en transitions de phase et à la théorie des problèmes inverses.